# Liste der britischen Botschafter in Lettland
Der britische Gesandte in der British Embassy 5, J. Alunana Street Riga waren vor der Besetzung durch die Rote Armee 1940 regelmäßig auch bei den Regierungen der anderen beiden Baltische Staaten in Tallinn und Vilnius akkreditiert.
| Ernennung Akkreditierung | Name                       | Bemerkungen | ernannt von                | akkreditiert bei der Regierung | Posten verlassen   |
| ------------------------ | -------------------------- | ----------- | -------------------------- | ------------------------------ | ------------------ |
| 1921                     | Ernest Wilton              |             | David Lloyd George         | Jānis Čakste                   | 1. November 1922   |
| 1925                     | Sir Charles Tudor Vaughan  |             | Ramsay MacDonald           | Janis Cakste                   | 1928               |
| 1928                     | Joseph Addison             |             | Ramsay MacDonald           | Gustavs Zemgals                | 4. April 1930      |
| 1930                     | Hughe Knatchbull-Hugessen  |             | Ramsay MacDonald           | Alberts Kviesis                | 17. September 1934 |
| 1935                     | Edmund Monson              |             | Stanley Baldwin            | Alberts Kviesis                | 19. November 1937  |
| 1938                     | Charles William Orde       | [ 1 ]       | Arthur Neville Chamberlain | Kārlis Ulmanis                 | 1940               |
| 1992                     | Richard Christopher Samuel |             | John Major                 | Anatolijs Gorbunovs            |                    |
| 1993                     | Richard Peter Ralph        | [ wp 1 ]    | John Major                 | Guntis Ulmanis                 |                    |
| 1998                     | Nicholas Robert Jarrold    | [ wp 2 ]    | Tony Blair                 | Guntis Ulmanis                 |                    |
| 1999                     | Stephen Nash               |             | Tony Blair                 | Vaira Vike-Freiberga           |                    |
| 2002                     | Andrew Tesoriere           |             | Tony Blair                 | Vaira Vike-Freiberga           |                    |
| 2005                     | Ian Bond                   | [ 2 ]       | Tony Blair                 | Vaira Vike-Freiberga           |                    |
| 2007                     | Richard Moon               |             | Gordon Brown               | Valdis Zatlers                 |                    |
| 2010                     | Andrew Keith Soper         | [ 3 ]       | David Cameron              | Valdis Zatlers                 |                    |

## Einzelhinweise
1. ↑  http://www.thegazette.co.uk/London/issue/34528/page/4326/page.pdf@1@2Vorlage:Toter+Link/www.thegazette.co.uk+(Seite+nicht+mehr+abrufbar,+festgestellt+im+April+2019.+Suche+in+Webarchiven) Datei:Pictogram+voting+info.svg Info:+Der+Link+wurde+automatisch+als+defekt+markiert.+Bitte+prüfe+den+Link+gemäß+Anleitung+und+entferne+dann+diesen+Hinweis.
2. ↑  Archivierte Kopie (Memento des Originals vom 29. Oktober 2010 im Internet Archive)  Info: Der Archivlink wurde automatisch eingesetzt und noch nicht geprüft. Bitte prüfe Original- und Archivlink gemäß Anleitung und entferne dann diesen Hinweis.
3. ↑  http://ukinlatvia.fco.gov.uk/en/about-us/our-embassy/our-ambassador/
4. ↑  Esa Sundbäck: The Baltic states, Finland, and British economic expectations in the early 1920s. In: Journal of Baltic studies, Jg. 33 (2002), S. 307–321.
5. ↑  Arveds Švabe (Hrsg.): Latvju enciklopēdija, Bd. 3: Piejavs – Žvīgule. Trīs Zvaigznes, Stockholm 1955, S. 21.

## Verweise
1. ↑  Richard Ralph
2. ↑  Nicholas Jarrold